# Overbeck (Hanseatengeschlecht)

Königstraße 76 in Lübeck
Geburtshaus Friedrich Overbecks

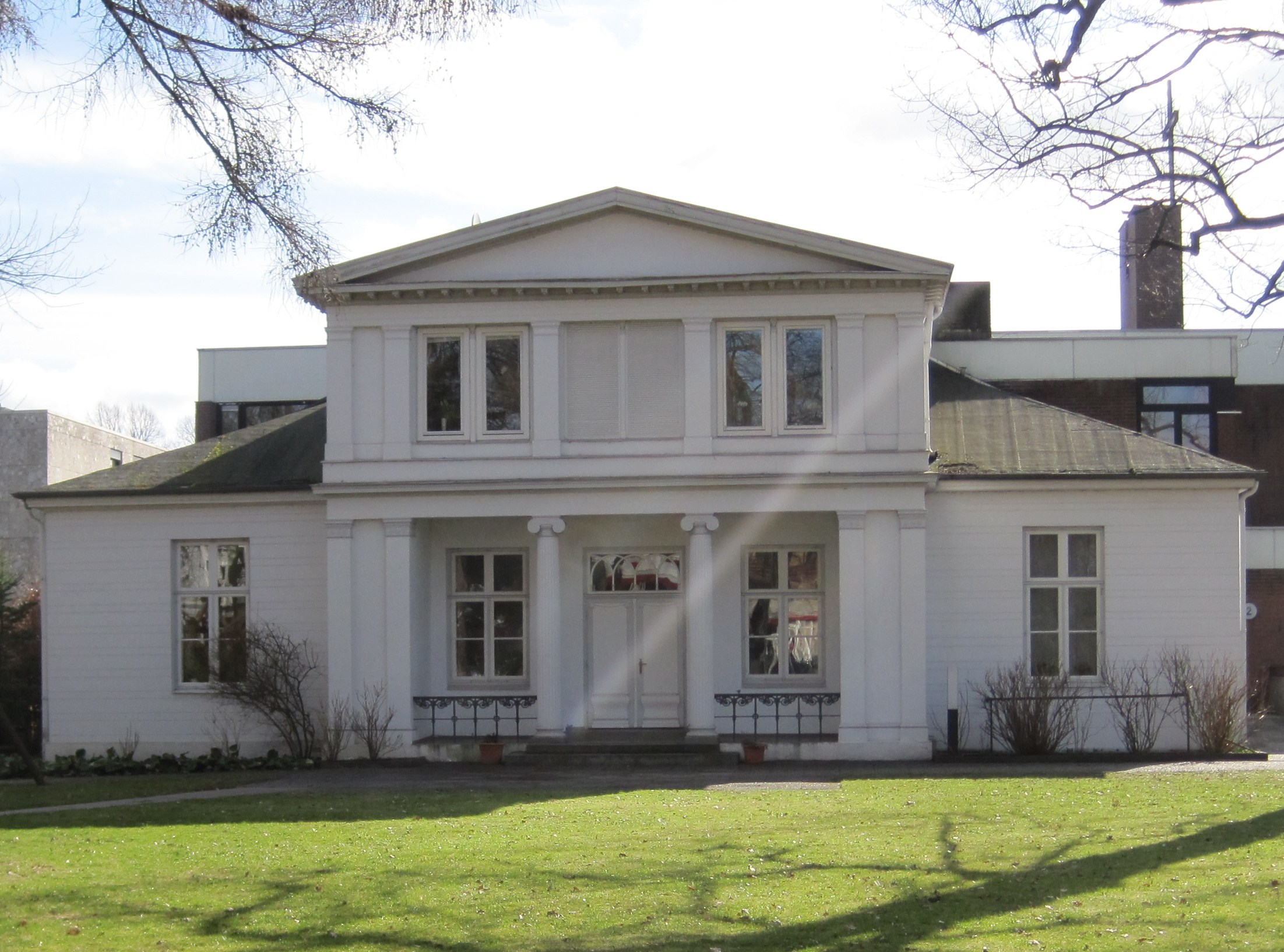
Roeckstraße 2 in Lübeck
Landhaus des Senators
Christian Theodor Overbeck

Die Overbeck sind ein Hanseatengeschlecht, das von Georg Christian Overbeck (1713–1786), Advokat und Konsulent des Schonenfahrerkollegiums, und seiner Ehefrau Eleonora Maria Jauch (1732–1797), Tochter des Domherrn Johann Christian Jauch (1702–1788), in der Freien Reichs- und Hansestadt Lübeck begründet wurde. Die Overbeck zählen zu jenen „Genie- und Talentfamilien“, welche „durch drei bis vier Generationen hindurch Lübeck sein geistiges Gepräge“ gaben. Der Maler Friedrich Overbeck (1789–1869) ist neben Thomas Mann einer der bekanntesten Söhne der Stadt. Er wirkte von 1810 bis 1869 in Rom und löste einen solchen Kult aus, dass „der kunstsinnige Deutsche glaubte Rom nicht gesehen zu haben, wenn er daheim nicht von Overbeck erzählen konnte.“ Sein Vater Christian Adolph Overbeck (1755–1821) gehörte mit Georg Heinrich Sieveking und Johann Albert Heinrich Reimarus zu den „zentrale(n) Exponenten der norddeutschen Aufklärung“

## Familienmitglieder
- Caspar Nicolaus Overbeck (1670–1752), Superintendent
- Johann Daniel Overbeck (1715–1802), Theologe und Rektor des Katharineums zu Lübeck
- Christian Adolph Overbeck (1755–1821), Bürgermeister Lübecks, Dichter
- Johann Georg Overbeck (1759–1819), Pastor und Senior der Evangelischen Kirche im Salzkammergut
- Christian Gerhard Overbeck (1784–1846), Oberappellationsrat am Oberappellationsgericht der vier Freien Städte
- Elisabeth (Betty) Overbeck (1786–1871) ⚭ Johann Heinrich Meier (1778–1860), Pädagoge und Gründer einer der ersten deutschen Höheren Töchterschulen in Lübeck
- Friedrich Overbeck (1789–1869), Maler
- Charlotte Overbeck (1790–1872) ⚭ Matthias Ludwig Leithoff, Mediziner und Gründer eines orthopädischen Instituts in Lübeck von europäischem Ruf
- Christian Theodor Overbeck (1818–1880), Senator Lübecks
- Johannes Overbeck (1826–1895), Klassischer Archäologe
- Wilhelmine Friederike Charlotte Overbeck (1829–1908) ⚭ Franz Reuleaux, Ingenieur
- Arnold Overbeck (1831–1899), deutscher Landschaftsmaler und Fotograf
- Cäcilie Lotte Eleonore Overbeck (1856-nach 1920) ⚭ Emil Ludwig Schmidt, Anthropologe und Leibarzt von Alfred Krupp
- Agnes Elisabeth Overbeck (1870–1919), Komponistin und Pianistin, ⚭ unter dem Pseudonym „Baron Eugen Borisowitsch Lhwoff-Onégin“ Sigrid Onégin, Opernsängerin